# Валеђо (Бјела)
Валеђо је насеље у Италији у округу Бијела, региону Пијемонт.
Према процени из 2011. у насељу је живело 23 становника. Насеље се налази на надморској висини од 498 м.